# Нюбру
Нюбру (швед. Nybro) — місто в Швеції, адміністративний центр комуни Нюбру Кальмарського лену. Розташоване в історичній провінції Смоланд. Населення — 12598 людей (згідно з даними на 2005 рік).
Назва «Нюбру» буквально означає «новий міст». Місто було засноване як торговельне у XIX столітті, але швидко перетворилося у промислове. У 1865 році Нюбру стало муніципальним містечком (municipalköping). Отримало права міста у 1932 році.

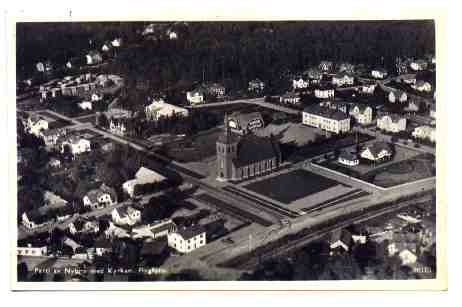
Місто на листівці